# Цемент (роман)
«Цеме́нт» — роман русского писателя Фёдора Гладкова, классическое произведение социалистического реализма и один из первых образцов советского «производственного романа». Написан в начале 1920-х годов, опубликован в 1925 году. Последующие издания дорабатывались автором, причём в основном переработка состояла в стилистическом и художественно-образном упрощении текста. Роман многократно переиздавался в СССР вплоть до 1990-х годов, и был переведён на десятки мировых языков. Неоднократно подвергался цензуре в соответствии с меняющейся политической конъюнктурой, все издания романа до 1932 года включительно (несколько сотен тысяч экземпляров) были массово изъяты в середине 1930-х годов.

## История
В романе отразились впечатления Гладкова о его жизни в Новороссийске, где он находился в годы Октябрьской революции и Гражданской войны. Там он был назначен редактором газеты «Красное Черноморье» и прикреплён к партячейке цементного завода, где принимал участие в организационных делах по восстановлению завода. В 1921 году «как интеллигент и меньшевик» был исключен из партии (позднее, уже после публикации романа, восстановлен).
Роман был написан уже в Москве и вырос из трёх рассказов того периода: «Встреча покаянных» (1923), «Бремсберг» (1922) и «Разорванная паутина» (1923). Как отмечал в автобиографии сам писатель, роман «…писался по ночам в неприютной, холодной, похожей на одиночку подвальной комнатушке на Смоленском бульваре». Закончен он был в 1924 году и впервые опубликован в журнале «Красная новь», в № 1—6 за 1925 год. В начале 1926 года вышел отдельной книгой в издательстве «Земля и фабрика» в составе собрания сочинений Гладкова.
Книга имела большой успех: первый тираж в 10 тысяч разошёлся за месяц, и уже в 1926—1927 годах состоялось 10 изданий. Всего только при жизни автора (до 1958 года) вышло 36 изданий романа на русском языке.
Авторская переработка романа представляет научный интерес как с точки зрения истории и теории литературы, так и анализа литературного процесса социалистического реализма. Писатель пошел по пути художественного упрощения книги, и в итоге создал те самые схематичные и мифологизированные образы Глеба-Прометея и заводских рабочих, в которых писателя и упрекали литературоведы. Наиболее художественно «сочным» и «живописным» следует признать рукописный вариант «Цемента», находящийся в РГАЛИ (1922—24 гг., машинопись). Далее Гладков от издания к изданию «Цемента» упрощает систему художественных образов. Так, сравнивая готовящееся к печати издание «Цемента» 1934 года с изданием 1925 года, он пишет в авторском предисловии:
Книга несла в себе излишнюю метафоричность... много словесных излишеств, нарочитых вульгаризмов, наивных украшений... Ряд последних изданий книги был подвержен некоторому упрощению, но и это было недостаточно.
Я решил с большой строгостью  отнестись к тексту романа, несмотря на возражения моих друзей, я для настоящего издания текст проработал жёстко. Это не значит, что книга написана заново. Книга только упрощена насколько  позволяла ее настройка.
Наше слово не нуждается в крикливых украшениях и косметике.
Но и на этом Гладков не остановился. Когда готовится к выходу в свет в 1940 году очередное издание «Цемента», оказывается, что соцреалистический канон позволяет еще больше «укрупнять», «упрощать» и мифологизировать систему образов и язык романа. И Гладков напишет:
Текст романа для настоящего издания переписан заново... Предыдущие издания, несмотря на обработку текста, сохранили еще, к сожалению, все прежние недостатки: излишнюю метафоричность и стилизаторскую преднамеренность. Насколько было возможно, все это устранено.

## Сюжет
Действие начинается в марте 1921 года (уже объявлено о курсе на новую экономическую политику) в южном приморском городе, название которого не указывается.
Красноармеец Глеб Чумалов возвращается после Гражданской войны домой, в посёлок Уютная Колония при огромном заводе. Он не был там три года и по возвращении видит кругом разруху и голод: завод, на котором некогда работали жители посёлка и сам Глеб, остановлен и заброшен, оборудование потихоньку разворовывается, рабочие разводят коз и на оставшихся станках изготовляют на продажу зажигалки. В семье Глеба тоже встретили не так, как он ожидал: его жена Даша почти не бывает дома, поскольку занята на ответственной партийной работе в женотделе, их дочь Нюрка воспитывается в детском доме, где дети голодают. Глебу трудно общаться с Дашей, поскольку та сильно изменилась: у неё появились независимые взгляды, не всегда понятные ему, к тому же Глебу никак не удаётся выяснить, как она жила без него все эти три года.
Наблюдая жизнь бывших рабочих, Глеб понимает, что воодушевить их может только пуск завода. Будучи избранным главой партячейки завода, он призывает других коммунистов к работе по наладке бремсберга для того, чтобы возить из леса дрова. Глеб также привлекает к работе пожилого инженера Клейста, когда-то спроектировавшего и построившего завод. Рабочие принимаются за постройку бремсберга и за несколько дней почти заканчивают его, однако работа прерывается из-за атаки бело-зелёных банд, собравшихся из казачьих станиц. Бандиты сначала обстреливают рабочих, потом нападают и разрушают бремсберг. В лесу начинаются бои, строительство временно прекращается. В городе происходит «ущемление» — конфискация имущества у обеспеченных семей и их выселение в предместье.
Постепенно обстановка нормализуется. Появляются первые плоды НЭПа: в городе открываются магазины, снова работают рестораны. В порт приходит пароход с белогвардейцами, которые поняли, что не могут покинуть родину и просят принять их. Глеб вновь сближается с Дашей, узнав, что ей пришлось пережить в годы, когда он воевал, а она тайно поддерживала подполье и едва не была расстреляна белогвардейцами. Он, однако, продолжает ревновать её к предисполкому Бадьину, к которому чувствует неприязнь. Тем временем жертвой насилия со стороны Бадьина становится Поля Мехова, председатель женотдела.
Для восстановления завода из совнархоза присылают специалистов, которые, однако, только тормозят работу, ссылаясь на инструкции промбюро. Чумалов, видя вокруг себя «злостный саботаж под видом заседательской и бумажной суетни», уезжает в командировку, чтобы лично разобраться с бюрократией в промбюро. По возвращении он обнаруживает, что все работы на заводе прекращены, потому что «совнархоз не нашел возможным продолжать ремонт за отсутствием необходимых средств и без санкции высших хозяйственных органов», однако Глеб призывает рабочих продолжить восстановление производства без разрешения свыше. От Даши он узнаёт, что за время его отъезда в детдоме умерла Нюрка.
Приезжает комиссия, которая проводит чистку заводской партячейки: из числа коммунистов исключают всех, в ком есть хоть малейшее сомнение, в том числе Мехову, Ивагина, Жука и других. Параллельно происходит ревизия в совнархозе и заводоуправлении. В конце октября там арестовывают Шрамма и нескольких спецов. Так и не сумев наладить прежние семейные отношения с Дашей, которая уходит жить к Поле, чтобы поддержать её в трудный момент, Глеб понимает, что главное сейчас — упорный труд ради будущего.
Пуск завода назначается на день четвёртой годовщины Октября. У завода происходит многотысячный праздничный митинг, на котором с речами выступают Бадьин и Чумалов.

## Персонажи
- Глеб Иванович Чумалов — коммунист, красноармеец, бывший слесарь завода
- Дарья Чумалова — жена Глеба, коммунистка, работница женотдела
- Лошак — слесарь завода
- Громада — слесарь завода
- Савчук — заводской бондарь
- Мотя Савчук — жена бондаря, подруга Дарьи
- Брынза — заводской механик
- Жук — заводской токарь
- Герман Германович Клейст — пожилой инженер, технорук завода
- Поля Мехова — завженотделом
- Бадьин — предисполком
- Жидкий — секретарь парткома
- Чибис — предчека
- Лухава — предсовпроф
- Шрамм — председатель совнархоза
- Сергей Иванович Ивагин — коммунист, выходец из интеллигентной семьи
- Дмитрий Иванович Ивагин — брат Сергея, симпатизирующий белогвардейцам
- Иван Арсеньевич Ивагин — их отец, пожилой интеллигент
- Борщий — казак, волпредисподком
- Цхеладзе — бывший партизан

## Цензура и переиздания книги
| Издание 1932 года | Последующие издания                                            |
| --- | -------------------------------------------------------------- |
| Глеб рассуждает о переменах периода НЭПа |                                                                |
| «Кто не работает, тот не ест…» Рабочие пайки… Зажигалки и мешочничество… Торговое товарищество… Босой, оборванный Савчук… Голодные дети в детдомах… Разруха и одичание… Кафе — струнный оркестр… В зеркальных окнах магазинов начинают расцветать первые цветы витрин… Глеб остановился в тревоге и никак не мог оформить того большого вопроса, который туманом клубился в мозгу. Да, новая экономическая политика… Регулирование и контроль. Рынки. Продналог. Кооперация. | фрагмент удалён                                                |
| Речь Глеба, обращённая к английским матросам |                                                                |
| Мы же — хоть и нищие, и людей жрем от голода, а все-таки у нас есть Ленин… | Мы же — хоть и нищие, и голодные, а все-таки у нас есть Ленин… |
| Лухава о мотивировках исключения из партии Сергея Ивагина |                                                                |
| Бывший меньшевик. И призыв Ленина — гнать меньшевиков… | фрагмент удалён                                                |

Был удалён фрагмент, свидетельствующий не просто о фактах голода, а о каннибализме как будничном явлении в стране, оправдываемым тем, что «а всё-таки у нас есть Ленин…». Цензура так же отказалась от одной из не очень основательных мотивировок исключения из партии Сергея Ивагина. Упоминание о меньшевизме Ивагина исчезло и из протокола комиссии по чистке.

## Критика
Согласно традиционной в советском литературоведении точке зрения, основной темой романа является «цементирование трудом новых обществ, отношений и связей, возникновение новой социалистич. дисциплины, новой семьи», при этом для произведения характерны «героизация событий, приподнятость стиля, широкий поток метафор, обилие неологизмов» (Л. Н. Ульрих). Вместе с тем, современные исследователи отмечают, что «…при всех оптимистических нотах „Цемент“ прочитывается как глубоко трагедийное произведение. (…) „Цемент“ буквально заселен людскими несчастьями: разрушена семья главных героев, ушло тепло семейного очага, поругана любовь, мать с лёгкостью оставляет малолетнюю дочь, которую голод заставляет собирать пищу на свалке. Слёзы, истерики, оскорбительные объяснения и унизительные поступки — и почти на всём лежит печать жестокосердия. Взвинченные насилием истории, люди не могут найти себе душевного покоя» (Н. А. Грознова).
После публикации роман вызвал неоднозначные отзывы. Максим Горький положительно оценил роман, написав автору так:
…Это — очень значительная, очень хорошая книга. В ней впервые за время революции крепко взята и ярко освещена наиболее значительная тема современности — труд… весьма удались и характеры. Глеб вырезан четко и хотя он романтизирован, но это так и надо… Даша — тоже удалась… Вообще все характеры у Вас светятся, играют.
Неоднократно в поддержку романа высказывался А. В. Луначарский. В статье 1926 года «Достижения нашего искусства» его характеристика современной советской прозы начинается с упоминания о «Цементе»:
В беллетристике пролетарский отряд дал несколько замечательных произведений, во главе которых приходится поставить массивный и энергичный роман Гладкова «Цемент». На этом цементном фундаменте можно строить и дальше.
В статье 1927 года «Десять книг за десять лет революции» Луначарский назвал «Цемент» в числе лучших произведений, хотя отметил, что роману «повредила некоторая манерность изложения, которой Гладков как бы хотел доказать, что он виртуозно владеет нынешним, несколько вымученным стилем»; при этом «если у Гладкова и встречается-некоторое манерничание, то оно не преобладает над содержанием и не портит его»:
Сам же роман превосходен. Он является действительно полновесным выражением начального периода строительства и совершенно естественно, без натуги, вырастает в наших глазах в символ этого замечательного времени.
Маяковский в своём стихотворении «Письмо писателя Владимира Владимировича Маяковского писателю Алексею Максимовичу Горькому» так отозвался о «Цементе»:

| Что годится, |
| чем гордиться? |
| Продают «Цемент» |                 |
|                  | со всех лотков. |
| Вы |                              |
|    | такую книгу, что ли, цените? |
| Нет нигде цемента, |           |
|                    | а Гладков |
| написал |                                     |
|         | благодарственный молебен о цементе. |

Отрицательно оценил роман Осип Брик, назвав его в рецензии для журнала «На литературном посту» (1926) «плохой книгой». Основные претензии критика состояли в том, что две главные сюжетные линии романа («Глеб строит завод» и «Даша строит новый быт») оказались почти никак не связаны, что автор переборщил с героикой в изображении главных действующих лиц («Получился Глеб-Ахиллес, Глеб-Роланд, Глеб-Илья Муромец, но Глеба Чумалова не получилось», а вместо реальной Даши Чумаловой автор изобразил «стопроцентную пролетарку-героиню, Жанну д’Арк»). В итоге, по мнению Брика, в книге «есть всё, что рекомендуется в лучших поваренных книжках, но повесть получилась несъедобная, потому что продукты не сварены; и только для вида смяты в один литературный паштет. (…) „Цемент“ — плохая, неудачно сделанная, вредная вещь, которая ничего не синтезирует, а только затемняет основную линию нашего литературного развития…».
Г. Горбачёв, признавая, что «Цемент» — «один из лучших пролетарских романов по остроте темы, по сложности и многообразию типов партийцев, по пафосу строительства, по чёткости основных идеологических линий», отмечает, что роман «имеет ряд недостатков, связанных с общими свойствами поэтики Гладкова»: в частности, в романе
...партийцы и рабочие… оказались полуистериками, рефлектиками и патологически чувствующими субъектами.

## Переводы
Первые переводы романа на основные европейские языки появились уже вскоре после его публикации по-русски: в 1927 году он вышел на немецком языке, в 1928 году на французском и испанском, в 1929 году на английском, в 1933 году издан в Бразилии на португальском.
В общей сложности роман был издан в 52 странах.
В 1994 году английский перевод переиздали в серии книг «Европейская классика» в Иллинойсе (США).

## Экранизация
Первая экранизация романа была сделана уже в 1927 году в Одессе Владимиром Вильнером, роль Глеба Чумалова исполнил Хайри Эмир-заде. Этот фильм не сохранился.
В 1973 году режиссёры Александр Бланк и Сергей Линков сняли двухсерийный телефильм по мотивам романа, в котором главные роли исполнили Роман Громадский (Глеб Чумалов), Людмила Зайцева (Даша Чумалова), Бруно Фрейндлих (Клейст), Армен Джигарханян (Бадьин) и др.

## Дополнительные факты
- Персонаж с именем Глеб Чумалов (заместитель начальника строительства) появляется в следующем крупном произведении Гладкова — романе «Энергия» (1932).